# اچ‌ام‌اس بکینتا (۱۹۱)
اچ‌ام‌اس بکینتا (۱۹۱) (به انگلیسی: HMS Bacchante (1901)) یک کشتی بود که طول آن ۴۷۲ فوت (۱۴۴ متر) بود. این کشتی در سال ۱۹۰۱ ساخته شد.